# Pellafol
Pellafol est une commune française située dans le département de l'Isère, en région Auvergne-Rhône-Alpes.
Ses habitants sont appelés les Pellafolois.

## Géographie

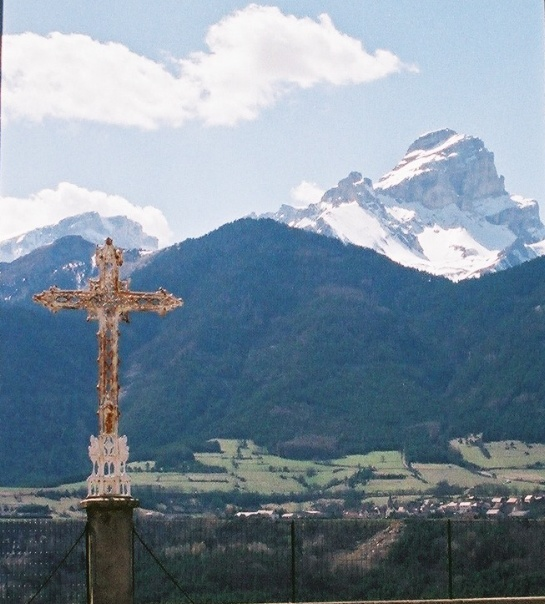
Pellafol, de l'Obiou aux rives de la Souloise (vue prise depuis Ambel).

### Situation et description
La commune de Pellafol est située au sud-est du département de l'Isère, entre le massif du Dévoluy (au sud-ouest) et la vallée de la Souloise et du massif des Écrins (à l'est) et celle du Drac (au nord).
Le territoire de la commune comporte trois niveaux bien individualisés en allant de l'ouest et du sud à l'est et au nord : les pentes de l'Obiou, rocheuses nues dans leur partie haute (plus de 1 600 mètres) et boisées dans leur partie basse ; la plaine, ancienne plaine lacustre fluvio-glaciaire parfaitement horizontale (entre 900 et 950 mètres) constituant un vestige de l'ancien lac du Beaumont et recoupée par les rivières qui la bordent ; les pentes descendant vers la Souloise et le Drac, couches alluviales fortement ravinées.
Pellafol est légèrement à l'écart du Trièves côté ouest, et du Dévoluy côté sud, mais aussi séparé du Beaumont par le ravin du Drac. C'est cependant à ce dernier pays que Pellafol est rattaché administrativement et économiquement.

### Sites géologiques remarquables
Le « sentier et éboulis froid de Pellafol et résurgence de la Grande Gillarde » est un site géologique remarquable. En 2014, il est classé « deux étoiles » à l'« Inventaire du patrimoine géologique ».

### Climat
Pour des articles plus généraux, voir Climat d'Auvergne-Rhône-Alpes et Climat de l'Isère.
En 2010, le climat de la commune est de type climat de montagne, selon une étude du Centre national de la recherche scientifique s'appuyant sur une série de données couvrant la période 1971-2000. En 2020, Météo-France publie une typologie des climats de la France métropolitaine dans laquelle la commune est exposée à un climat de montagne ou de marges de montagne et est dans la région climatique  Alpes du sud, caractérisée par une pluviométrie annuelle de 850 à 1 000 mm, minimale en été. 
Pour la période 1971-2000, la température annuelle moyenne est de 8,9 °C, avec une amplitude thermique annuelle de 17,7 °C. Le cumul annuel moyen de précipitations est de 991 mm, avec 8,8 jours de précipitations en janvier et 5,9 jours en juillet. Pour la période 1991-2020, la température moyenne annuelle observée sur la station météorologique installée sur la commune est de 9,5 °C et le cumul annuel moyen de précipitations est de 989,6 mm,. Pour l'avenir, les paramètres climatiques de la commune estimés pour 2050 selon différents scénarios d'émission de gaz à effet de serre sont consultables sur un site dédié publié par Météo-France en novembre 2022.
| Mois                                  | jan.             | fév.             | mars           | avril            | mai             | juin          | jui.           | août           | sep.            | oct.          | nov.            | déc.           | année      |
| ------------------------------------- | ---------------- | ---------------- | -------------- | ---------------- | --------------- | ------------- | -------------- | -------------- | --------------- | ------------- | --------------- | -------------- | ---------- |
| Température minimale moyenne (°C)     | −3,4             | −3,2             | −0,2           | 2,7              | 6,7             | 10,1          | 12,1           | 11,8           | 8,6             | 5,5           | 0,9             | −2,3           | 4,1        |
| Température moyenne (°C)              | 1                | 1,7              | 5,4            | 8,5              | 12,4            | 16,1          | 18,5           | 18,3           | 14,3            | 10,5          | 5,2             | 1,7            | 9,5        |
| Température maximale moyenne (°C)     | 5,3              | 6,6              | 11             | 14,3             | 18,2            | 22,2          | 24,9           | 24,7           | 20              | 15,6          | 9,4             | 5,6            | 14,8       |
| Record de froid (°C) date du record   | −23,5 07.01.1985 | −20,5 12.02.1986 | −18,5 01.03.05 | −10,8 06.04.1970 | −4,5 03.05.1979 | 0 01.06.1986  | 2,8 06.07.1965 | 2,4 26.08.1966 | −1,5 30.09.1974 | −6,5 29.10.12 | −13,8 27.11.05  | −22 27.12.1962 | −23,5 1985 |
| Record de chaleur (°C) date du record | 18 27.01.16      | 22 28.02.1960    | 24 17.03.04    | 26 21.04.18      | 31,5 23.05.09   | 33,8 18.06.22 | 35,5 07.07.15  | 36,1 24.08.23  | 32 06.09.06     | 27,9 02.10.23 | 23,5 09.11.1985 | 19 24.12.12    | 36,1 2023  |
| Précipitations (mm)                   | 82,6             | 59,6             | 68,6           | 87,3             | 87,8            | 75,3          | 62,4           | 61,9           | 82,1            | 105,6         | 122,7           | 93,7           | 989,6      |

### Communes limitrophes
- Corps
- Ambel
- Monestier-d'Ambel
- Dévoluy (Hautes-Alpes)
- Tréminis
- Saint-Baudille-et-Pipet
- Châtel-en-Trièves

### Voies de communication
Corps, ancien chef-lieu du canton, est à 7 kilomètres de Pellafol par une route sinueuse mais praticable en toutes saisons. De là, Grenoble est encore à près de 75 minutes de route, et Gap à environ 50 minutes, l'un et l'autre par la route nationale 85.
La commune est traversée du nord au sud par deux routes en Y : la départementale 537 venant de Corps par le pont du Sautet, est rejointe près des Payas la départementale 66 venant de Mens par Châtel-en-Trièves, et de là monte vers le Dévoluy par le défilé de la Souloise.
Trois des communes limitrophes n'ont aucune voie de communication les reliant à Pellafol : Tréminis et Saint-Baudille-et-Pipet touchent Pellafol le long d'une crête dont aucun point n'est à moins de 2 400 mètres d'altitude, et Ambel est séparé de Pellafol par le lac du Sautet, sur lequel le pont le plus proche est situé à la hauteur de la commune de Monestier-d'Ambel (Pont du Mas) ; la distance des Payas à Ambel est de 2 kilomètres à vol d'oiseau mais 10 par la route.

## Urbanisme

### Typologie
Au 1er janvier 2024, Pellafol est catégorisée commune rurale à habitat très dispersé, selon la nouvelle grille communale de densité à sept niveaux définie par l'Insee en 2022.
Elle est située hors unité urbaine et hors attraction des villes,.

### Occupation des sols
L'occupation des sols de la commune, telle qu'elle ressort de la base de données européenne d’occupation biophysique des sols Corine Land Cover (CLC), est marquée par l'importance des forêts et milieux semi-naturels (82 % en 2018), une proportion identique à celle de 1990 (82 %). La répartition détaillée en 2018 est la suivante : 
forêts (52,2 %), espaces ouverts, sans ou avec peu de végétation (21,4 %), milieux à végétation arbustive et/ou herbacée (8,4 %), terres arables (8,3 %), prairies (4,3 %), zones agricoles hétérogènes (2,8 %), eaux continentales (2 %), zones urbanisées (0,7 %). L'évolution de l’occupation des sols de la commune et de ses infrastructures peut être observée sur les différentes représentations cartographiques du territoire : la carte de Cassini (XVIIIe siècle), la carte d'état-major (1820-1866) et les cartes ou photos aériennes de l'IGN pour la période actuelle (1950 à aujourd'hui).

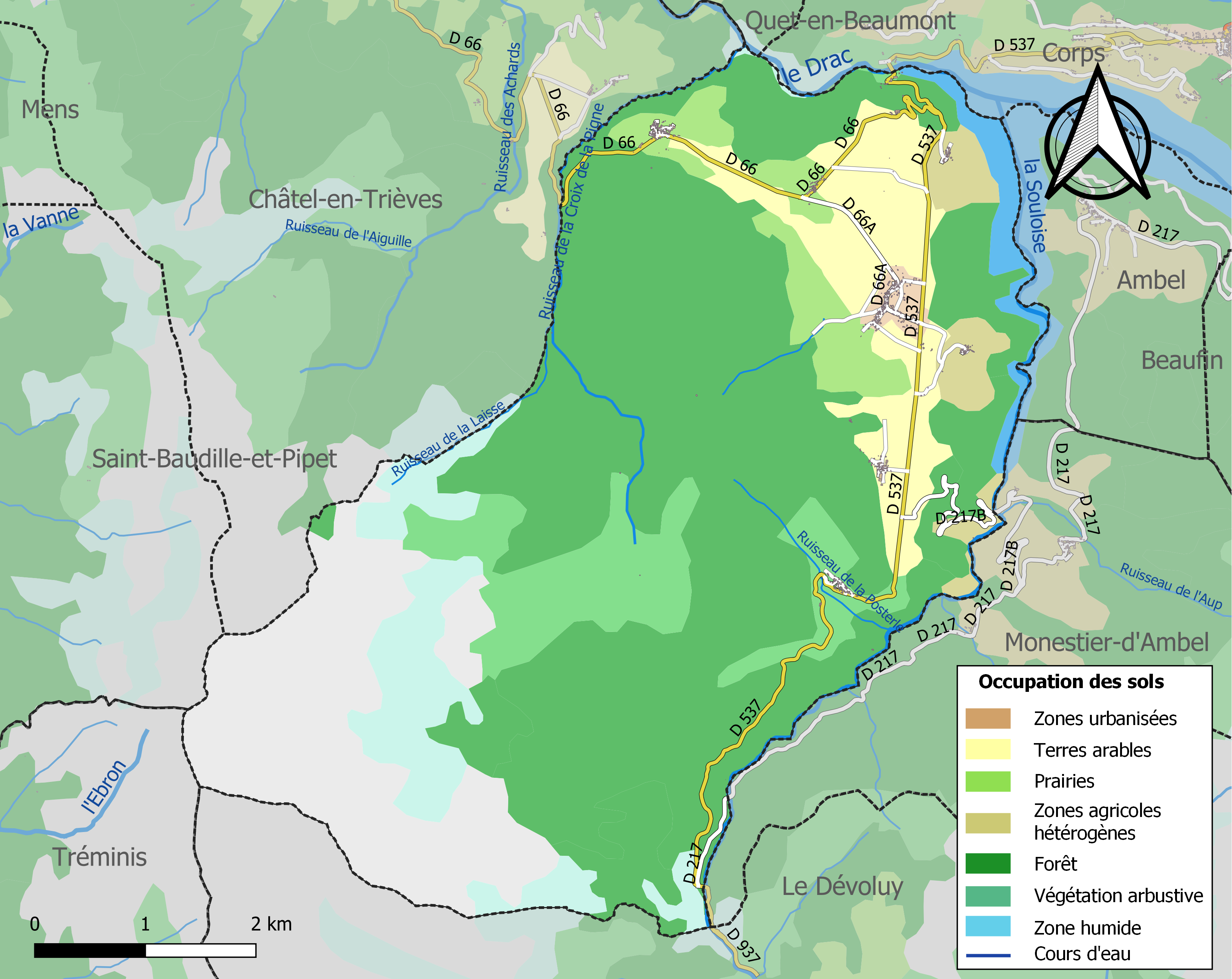
Carte des infrastructures et de l'occupation des sols de la commune en 2018 (CLC).

#### Risques sismiques
L'ensemble du territoire de la commune de Pellafol est situé en zone de sismicité no 3, dite « modérée » (sur une échelle de 1 à 5), comme la plupart des communes de son secteur géographique. Elle se situe cependant au sud de la limite d'une zone sismique classifiée de « moyenne ».
| Type de zone | Niveau            | Définitions (bâtiment à risque normal) |
| ------------ | ----------------- | -------------------------------------- |
| Zone 3       | Sismicité modérée | accélération = 1,1 m/s2                |

### Hameaux et lieux-dits
L'habitat de la commune est réparti en plusieurs hameaux éloignés les uns des autres, presque tous situés sur la plaine. Du nord au sud :
- Les Payas, chef-lieu de la commune, où se trouvent la mairie, l'église de l'Assomption, le cimetière, un four banal, le monument aux morts et la Maison du Patrimoine ;
- La Croix-de-la-Pigne, hameau très ancien, avec l'église Saint-Michel et son cimetière propres ;
- La Javergne ;
- Les Moras ;
- Le Vieux-Pellafol, accroché sur le flanc descendant vers la Souloise (ancien chef-lieu de la commune) ;
- Les Chaneaux ;
- La Posterle, à la sortie sud de la plaine, où se trouvent la petite chapelle Notre-Dame de la Nativité et un cimetière.

Auprès du barrage du Sautet, des bâtiments liés à la centrale EDF forment encore un petit hameau.

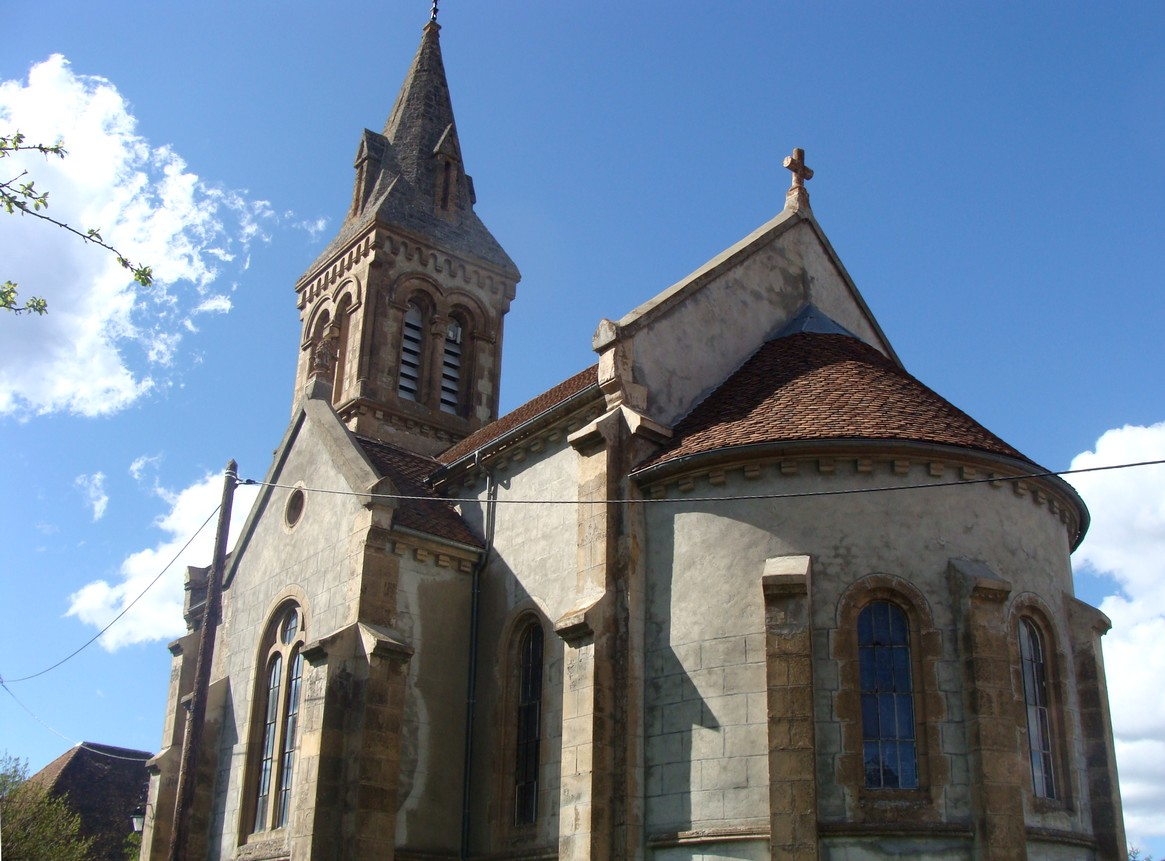
L'église de Croix-de-la-Pigne.
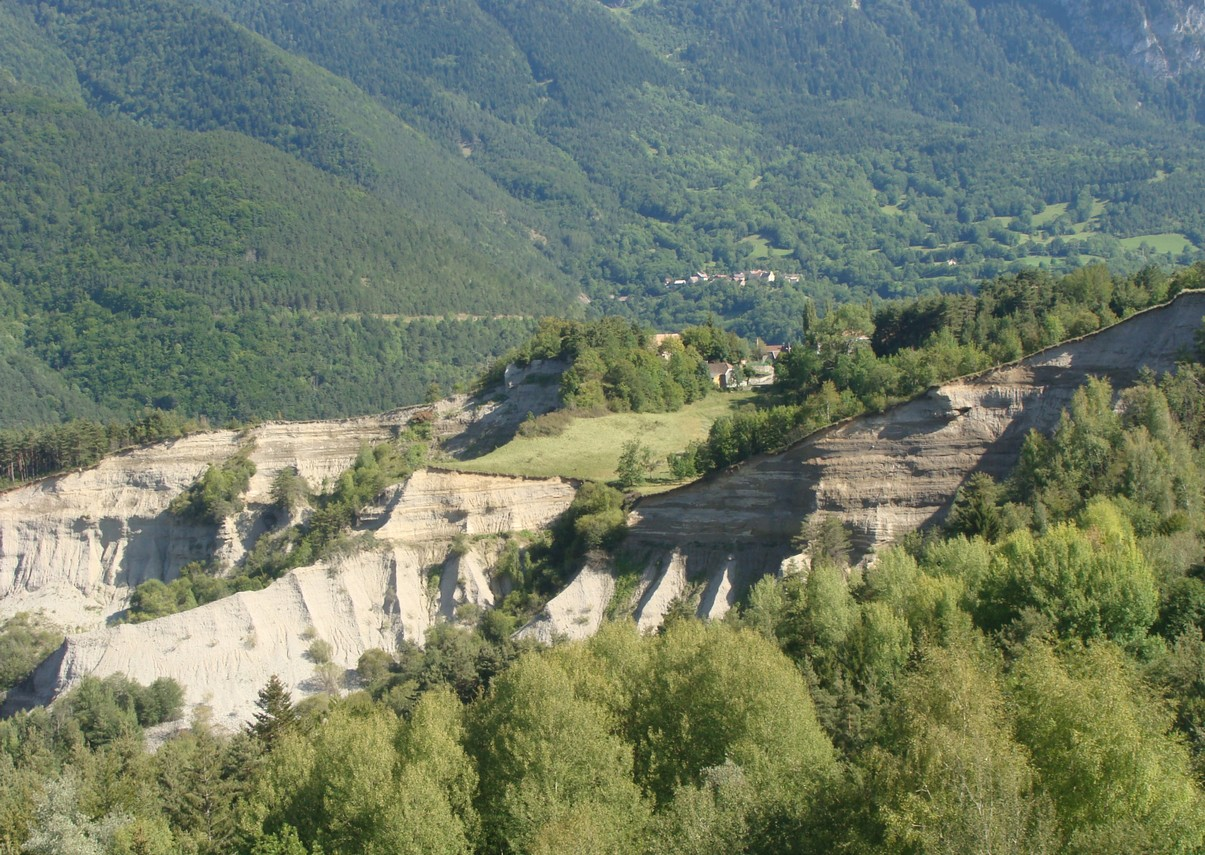
Vieux-Pellafol sur le flanc de la plaine.
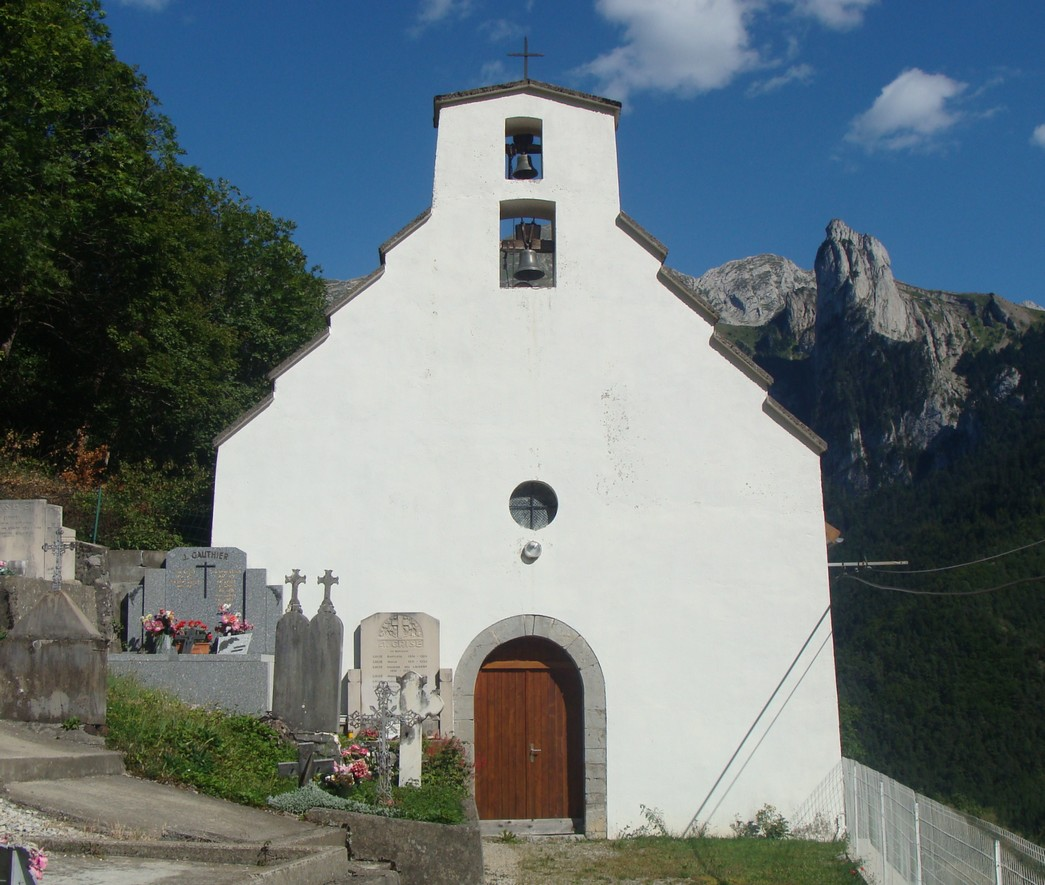
Chapelle et cimetière de la Posterle.

## Histoire
L'histoire ancienne de Pellafol est liée à son ancien château fort.
Dans les années 2000, un projet de construction d'éoliennes est mené par Emmanuel Hostache et son père. Le projet, controversé, a abouti en août 2010 et, depuis cette date, les deux éoliennes modifient le paysage des environs et produisent 3 MW au total.

## Politique et administration

### Liste des maires
| Période | Période  | Identité                  | Étiquette | Qualité |
| ------- | -------- | ------------------------- | --------- | --- |
| 1790    | 1793     | Joseph Lagier             |           | |
| 1793    | 1795     | Pierre Boyer              |           | |
| 1795    | 1796     | Jean-Jacques Grise        |           | |
| 1796    | 1798     | Jean-Alexandre Benoit     |           | |
| 1798    | 1800     | Joseph Gaymard            |           | |
| 1800    | 1803     | Jean-Alexandre Benoit     |           | |
| 1803    | 1807     | François Jamiel           |           | |
| 1807    | 1830     | Jean Baptiste Aurouze     |           | |
| 1830    | 1835     | Honoré Blanc              |           | |
| 1835    | 1838     | Jean-Antoine Ripert       |           | |
| 1838    | 1840     | Jean-Antoine Achard-Bayle |           | |
| 1840    | 1842     | Jean-Jacques Grise        |           | |
| 1842    | 1846     | Jean-Louis Gaymard        |           | |
| 1846    | 1848     | Joseph Reynaud            |           | |
| 1848    | 1849     | Antoine Ripert            |           | |
| 1849    | 1865     | Jean-Louis Gaymard        |           | |
| 1865    | 1870     | Jean Isnard               |           | |
| 1870    | 1871     | Jean-Louis Gaymard        |           | |
| 1871    | 1878     | Joseph Ripert             |           | |
| 1878    | 1884     | Sixte Florin Serrecombe   |           | |
| 1884    | 1888     | Jean Arnaud               |           | |
| 1888    | 1900     | Jean Gaymard              |           | |
| 1900    | 1904     | Auguste Laurent           |           | |
| 1904    | 1908     | Jean Gaymard              |           | |
| 1908    | 1917     | Philippe Gagnaire         |           | |
| 1917    | 1925     | Léon Arnaud               |           | Conseiller municipal nommé maire par le Préfet en remplacement du maire démissionnaire et l'adjoint mobilisé ; élu maire en 1919 |
| 1925    | 1927     | Adrien Michel             |           | |
| 1927    | 1935     | Germain Comte             |           | |
| 1935    | 1939     | Auguste Roux              |           | |
| 1939    | 1944     | Daniel Odezenne           |           | Conseiller municipal, remplace le maire et l'adjoint mobilisés                                                                   |
| 1944    | 1945     | Auguste Roux              |           | |
| 1945    | 1947     | Marius Laurent            |           | |
| 1947    | 1977     | Ennemond Hostache         |           | |
| 1977    | 1985     | Charles Basso             |           | |
| 1986    | 2008     | Yves Moutin               | SE        | |
| 2008    | 2008     | Jean Pierre Arneodo       | SE        | |
| 2008    | 2014     | Agnès Robert              | SE        | |
| 2014    | En cours | Thierry Joubert           | SE        | Fonctionnaire |

## Population et société

### Démographie
L'évolution du nombre d'habitants est connue à travers les recensements de la population effectués dans la commune depuis 1793. Pour les communes de moins de 10 000 habitants, une enquête de recensement portant sur toute la population est réalisée tous les cinq ans, les populations de référence des années intermédiaires étant quant à elles estimées par interpolation ou extrapolation. Pour la commune, le premier recensement exhaustif entrant dans le cadre du nouveau dispositif a été réalisé en 2006.

En 2022, la commune comptait 134 habitants, en évolution de −1,47 % par rapport à 2016 (Isère : +3,07 %, France hors Mayotte : +2,11 %).
| 1793 | 1800 | 1806 | 1821 | 1831 | 1836 | 1841 | 1846 | 1851 |
| ---- | ---- | ---- | ---- | ---- | ---- | ---- | ---- | ---- |
| 581  | 584  | 555  | 655  | 701  | 678  | 628  | 679  | 660  |

| 1856 | 1861 | 1866 | 1872 | 1876 | 1881 | 1886 | 1891 | 1896 |
| ---- | ---- | ---- | ---- | ---- | ---- | ---- | ---- | ---- |
| 659  | 664  | 634  | 567  | 564  | 583  | 590  | 584  | 544  |

| 1901 | 1906 | 1911 | 1921 | 1926 | 1931 | 1936 | 1946 | 1954 |
| ---- | ---- | ---- | ---- | ---- | ---- | ---- | ---- | ---- |
| 518  | 478  | 394  | 392  | 352  | 438  | 433  | 394  | 300  |

| 1962 | 1968 | 1975 | 1982 | 1990 | 1999 | 2006 | 2011 | 2016 |
| ---- | ---- | ---- | ---- | ---- | ---- | ---- | ---- | ---- |
| 283  | 245  | 200  | 152  | 149  | 137  | 136  | 138  | 136  |

| 2021 | 2022 | - | - | - | - | - | - | - |
| ---- | ---- | - | - | - | - | - | - | - |
| 135  | 134  | - | - | - | - | - | - | - |

### Enseignement
La commune est située dans l'académie de Grenoble.

### Médias
Historiquement, le quotidien régional Le Dauphiné libéré consacre, chaque jour, y compris le dimanche, dans son édition de Romanche e Oisans, un ou plusieurs articles à l'actualité de la commune, de son canton, ainsi que des informations sur les éventuelles manifestations locales.
La commune est située sur l'aire de diffusion de radio Ici Isère, une radio publique qui émet sur tout le territoire du département de l'Isère.

### Cultes
La communauté catholique et l'église paroissiale de Pellafol (propriété de la commune) dépendent de la paroisse Saint Pierre Julien Eymard qui rassemble un grand nombre de villages autour de la cité de La Mure. Cette paroisse est rattachée au diocèse de Grenoble-Vienne.

## Économie

### Secteur touristique

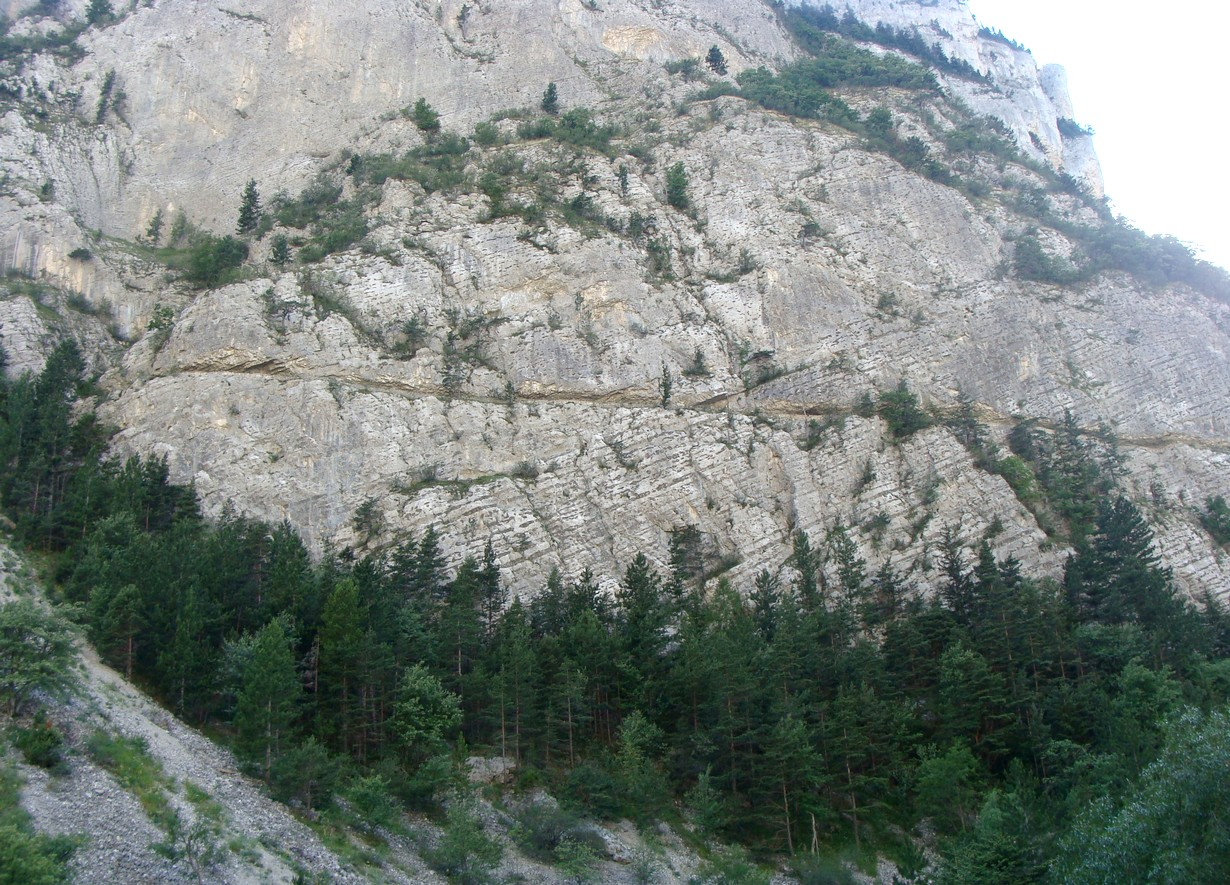
Le canal de Pellafol, taillé dans la falaise rocheuse du défilé de la Souloise.

- Le barrage du Sautet avec le pont sur le Drac et le lac du Sautet.
- Le sentier de découverte de l'association « Restauration des terrains en montagne » (RTM).
- Les Grandes Gillardes, importantes exsurgences dans le défilé de la Souloise.
- Le canal de Pellafol, creusé dans la falaise du défilé de la Souloise.
- Les pentes de l'Obiou, les GR de pays dans les forêts domaniales de l'Obiou et de Pellafol, l'ascension de la Grande Tête de l'Obiou depuis le chalet des Baumes, etc.

## Culture locale et patrimoine
- Église de l'Assomption des Payas
- Église Saint-Michel de la Croix-de-la-Pigne

### Patrimoine culturel

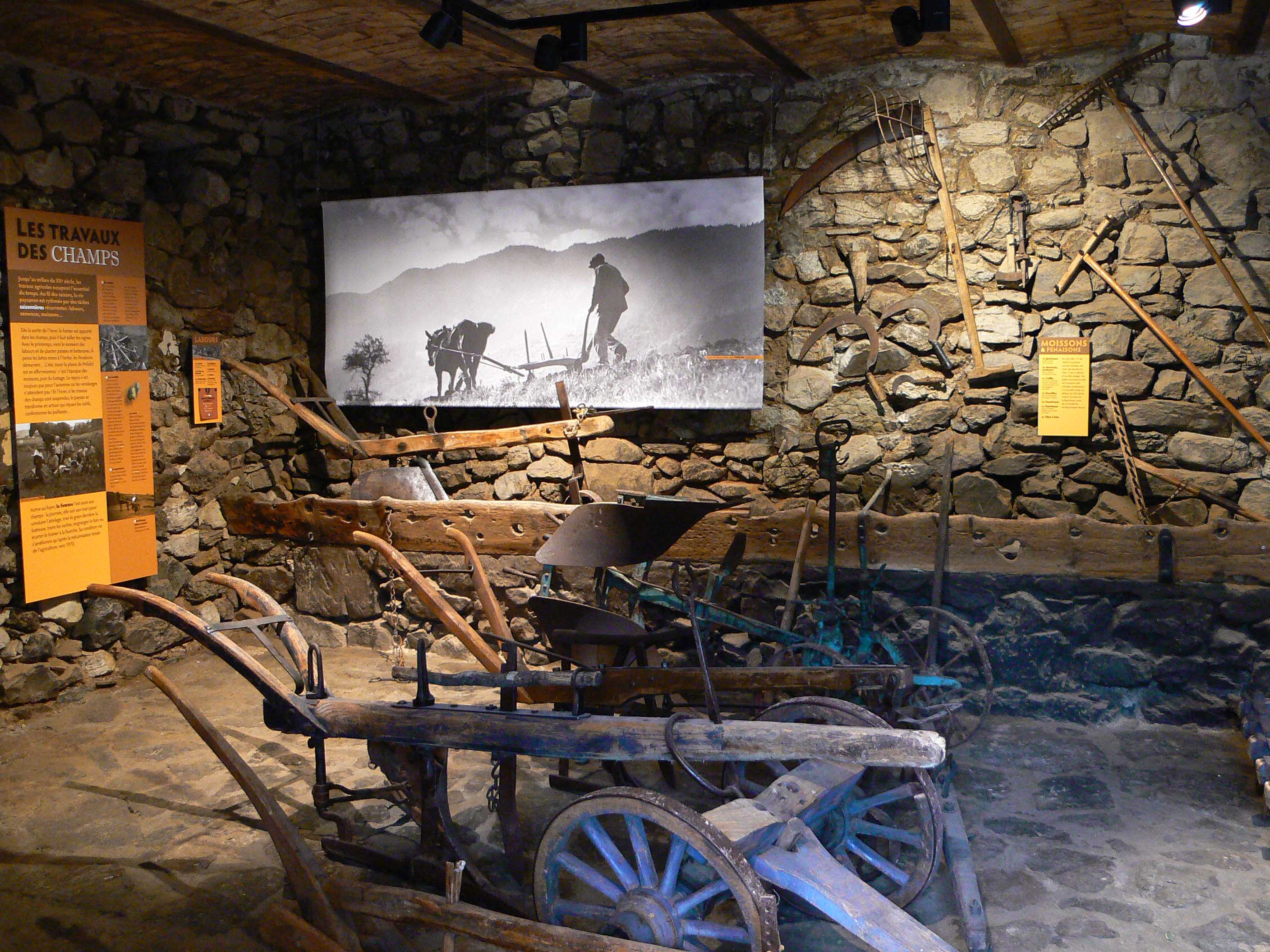
La maison du patrimoine de Pellafol.

La Maison du patrimoine de Pellafol est un petit musée réalisé par une association locale et situé au hameau « Les Payas » dans une ancienne maison récemment rénovée.
On y trouve des témoignages et documents sur le pays de Pellafol :
- Les métiers du bois de l’ancien temps (anciens outils datant du XIXe siècle) ;
- Les métiers des champs au XIXe siècle ;
- La vie quotidienne dans le village ;
- La vie des enfants dans leurs écoles.

Mais aussi sur :
- La catastrophe aérienne de l’Obiou de 1950 (il y a même une pièce de l’avion qui s'est écrasé) ;
- Le barrage du Sautet (photos sur la réalisation du barrage).

### Personnalités liées à la commune
- Emmanuel Hostache (1975-2007), athlète français, originaire de la commune.

### Héraldique
|  | Pellafol possède des armoiries dont l'origine et le blasonnement exact ne sont pas disponibles. |